# Juan Nepomuceno Niño
Juan Nepomuceno Niño Muelle y Lago (Tunja, 13 de junio de 1769-Tunja, 29 de noviembre de 1816) fue un filósofo, abogado y político neogranadino del Virreinato de Nueva Granada (actual Colombia). Conocido como uno de los próceres y mártires de la independencia de Colombia fusilados el 29 de noviembre de 1816 durante la reconquista de la Nueva Granada o también conocido como el Régimen del terror.
Fue el primer gobernador de la República de Tunja, y vicepresidente de la Junta Superior Gubernativa de la anterior Provincia de Tunja.

## Biografía
Juan Nepomuceno Niño nació en Tunja, el 13 de junio de 1769, hijo de Juan Agustín Niño y Álvarez y de María Catarina Muelle y Lago. 
En el año 1781 estudió bachiller en el Real Colegio Mayor de Nuestra Señora del Rosario de Santafé, graduándose en Filosofía en el año 1787. En el año 1790 se graduó como Licenciado y Doctor en Derecho Canónico (Ospina s.f., 97-98), cuando tenía 21 años. En 1798 es nombrado procurador general del cabildo.
En 1809 volvió a Tunja, donde fue nombrado alcalde y también le nombraron candidato a las cortes españolas, junto a José Joaquín Camacho, representando el Virreinato de Nueva Granada. Esperando este nombramiento a la vez que ejercía su profesión de abogado, en Tunja, el 20 de julio de 1810, fue destituido el Virrey en Santafé. Esto motivó que el día 26 de julio de 1810 se realizara en la ciudad de Tunja un cabildo abierto, que instaló una Junta de Gobierno, entre cuyos miembros iniciales se encontraba Juan Nepomuceno Niño.
Luego, el 18 de octubre de 1810 fue elegido vicepresidente de la Junta Superior Gubernativa que gobernó la Provincia de Tunja. El 18 de diciembre de 1810 fueron elegidos diputados por Tunja su padre Juan Agustín Niño y Álvarez, y por Gámbita Juan Nepomuceno Niño.

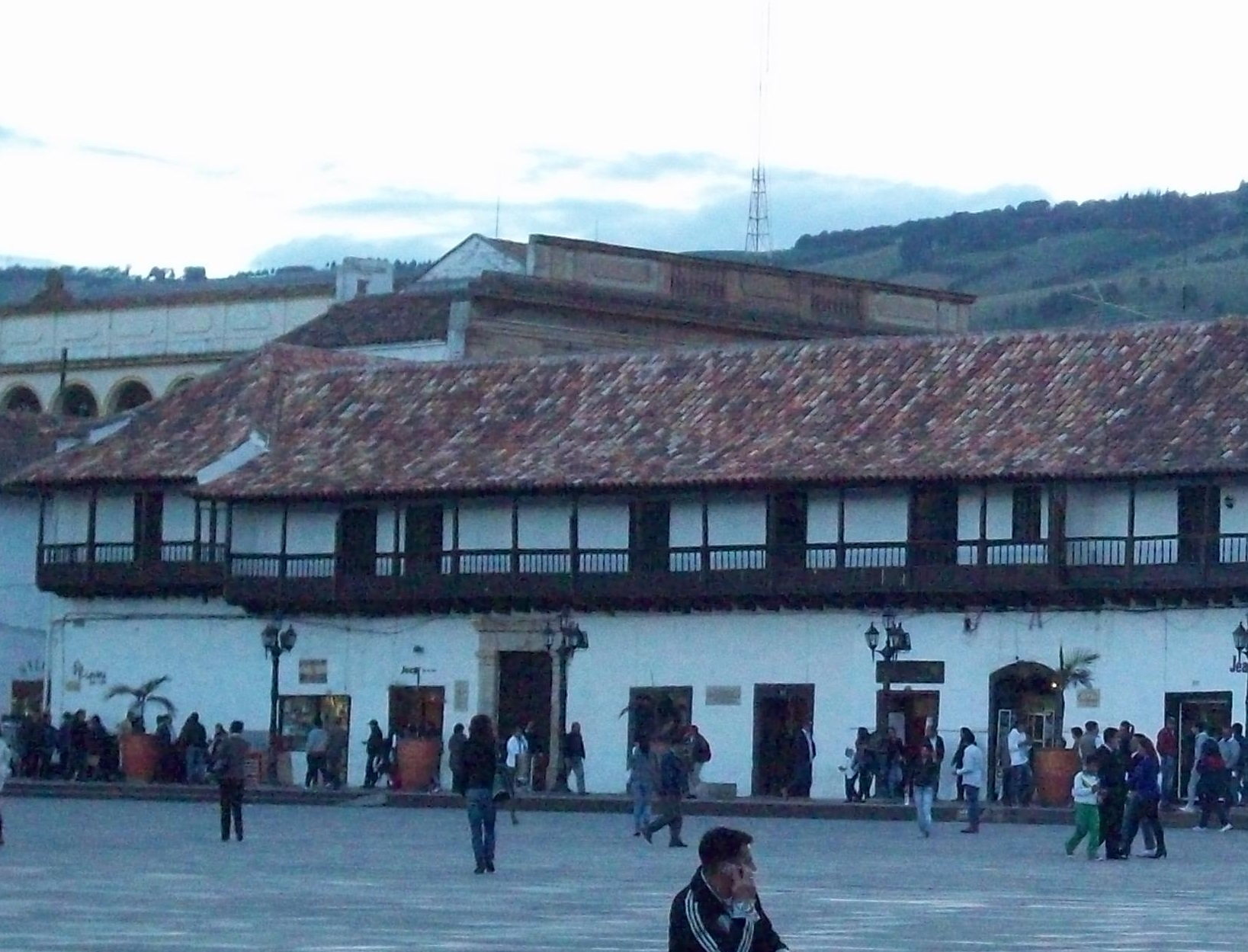
Fachada de la casa de su padre el prócer Juan Agustín Niño y Álvarez en Tunja.

Promovió la creación de la Constitución de la República de Tunja. Aprobada el 9 de diciembre de 1811 en la primera Asamblea Constituyente del Estado, declarando la independencia del reino de España y proclamando la República de Tunja el 10 de diciembre de 1813. Fue nombrado primer presidente de la República de Tunja.
Se enfrentó a Nariño, aunque este último siempre intento evitar esta guerra civil, incluso firmaron tratados y negociaron acuerdos que al final sólo quedaron en el papel, y al final el orgullo de Niño y las ganas de poder del congreso no dejaron más salida que la guerra entre Tunja y Cundinamarca. En los siguientes años el proceso federalista fue perdiendo fuerza frente al centralismo bajo el gobierno del Reino de España, de la mano de Antonio Nariño con el que Juan Nepomuceno estaba enfrentado, aunque este último siempre intento evitar la guerra civil, incluso firmaron tratados y negociaron acuerdos que al final sólo quedaron en el papel, y al final el orgullo de Niño y las ganas de poder del congreso no dejaron más salida que la guerra entre Tunja y Cundinamarca. La alternativa centralista, liderada por la élite bogotana, planteaba la centralización político-administrativa, sin una clara separación de España, bajo la autoridad del Rey.
 

En el año 1816 tuvo que esconderse tras la invasión realista durante la reconquista del territorio, aunque finalmente fue apresado en su hacienda y llevado a Santa Fe, donde estuvo un largo tiempo en prisión junto a otros revolucionarios. El 14 de septiembre Pablo Morillo y el consejo de guerra le tomo declaración y lo condenó a muerte. El 29 de noviembre de 1816 se dio cumplimiento a la sentencia fusilándolo, junto a otros federalistas, en el Paredón de los Mártires. 

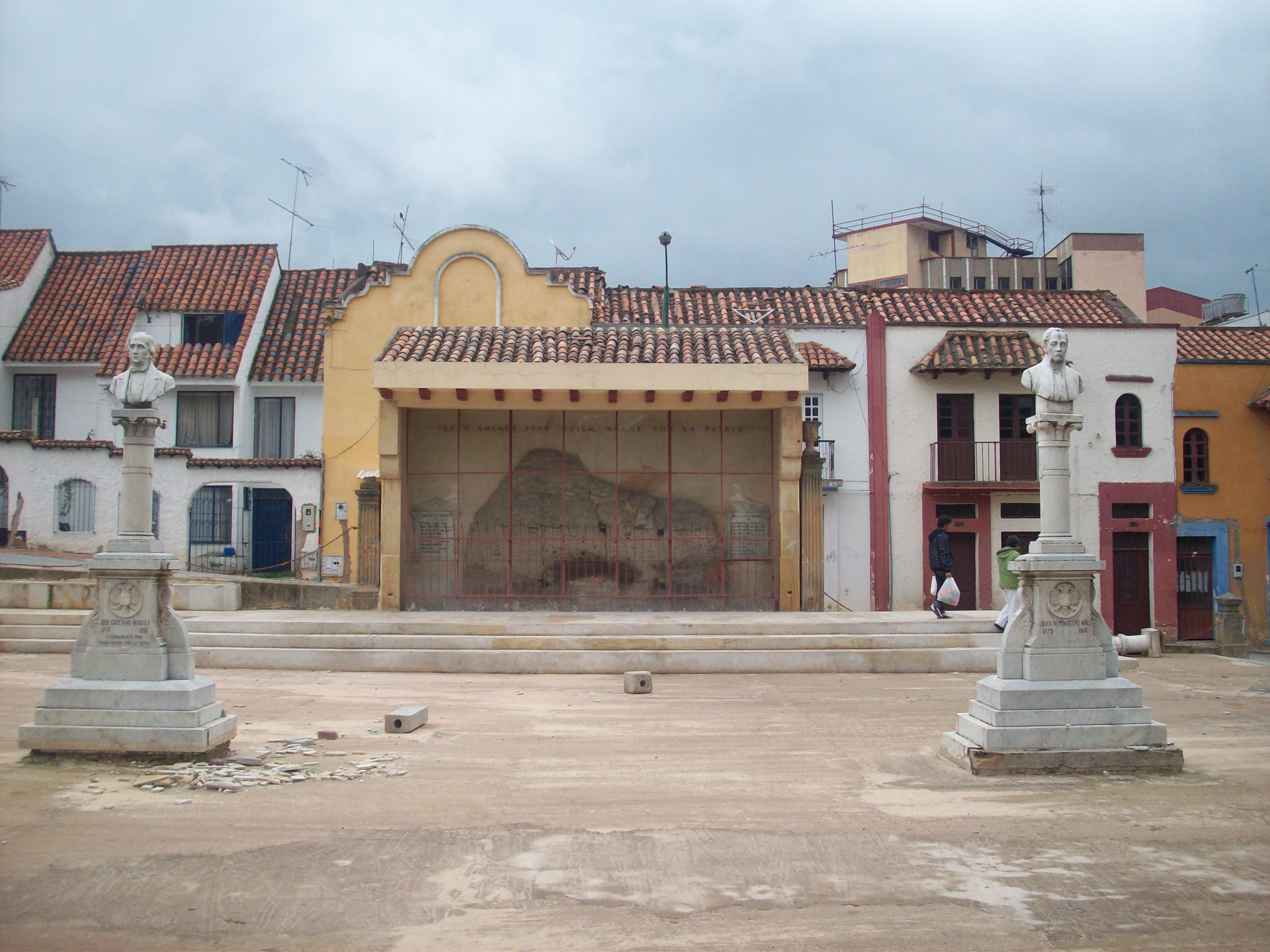
Paredón de los mártires y monumento a Juan Nepomuceno Niño..

Sus restos mortales fueron enterrados en una fosa común en la Iglesia de San Laureano, donde permaneció cien años. Posteriormente, en las celebraciones por el Centenario de la Independencia de Colombia,  los restos fueron exhumados y llevados a la Catedral de Tunja. En las nuevas sepulturas, en honor a ellos se encuentra una inscripción que dice: "Eternamente vive quien muere por la patria".

## Familia
Se casó con María Teresa Camacho Lago en Fontibón, el 22 de septiembre de 1791. Fruto de este matrimonio tuvo 11 hijos (Marcos Antonio, Francisco Antonio, Catalina, Manuela, María Dolores, Ana Joaquina, Nepomuceno Ambrosio, José María, María Josefa, Bárbara Josefa y Manuel María Niño Camacho).
Tiene varios descendientes importantes, entre otros, su tataranieto: el político colombiano Rafael “Lord” Parga Cortés, nacido en Inglaterra en 1900, educado en Eton y Oxford, Ministro de Educación del Presidente Alfonso López Pumarejo, Senador de la República y Gobernador del Tolima.[cita requerida]